# Withania chevalieri
Withania chevalieri är en potatisväxtart som beskrevs av A.E. Goncalves. Withania chevalieri ingår i släktet Withania och familjen potatisväxter. Inga underarter finns listade i Catalogue of Life.